# اخترشناسی فرابنفش

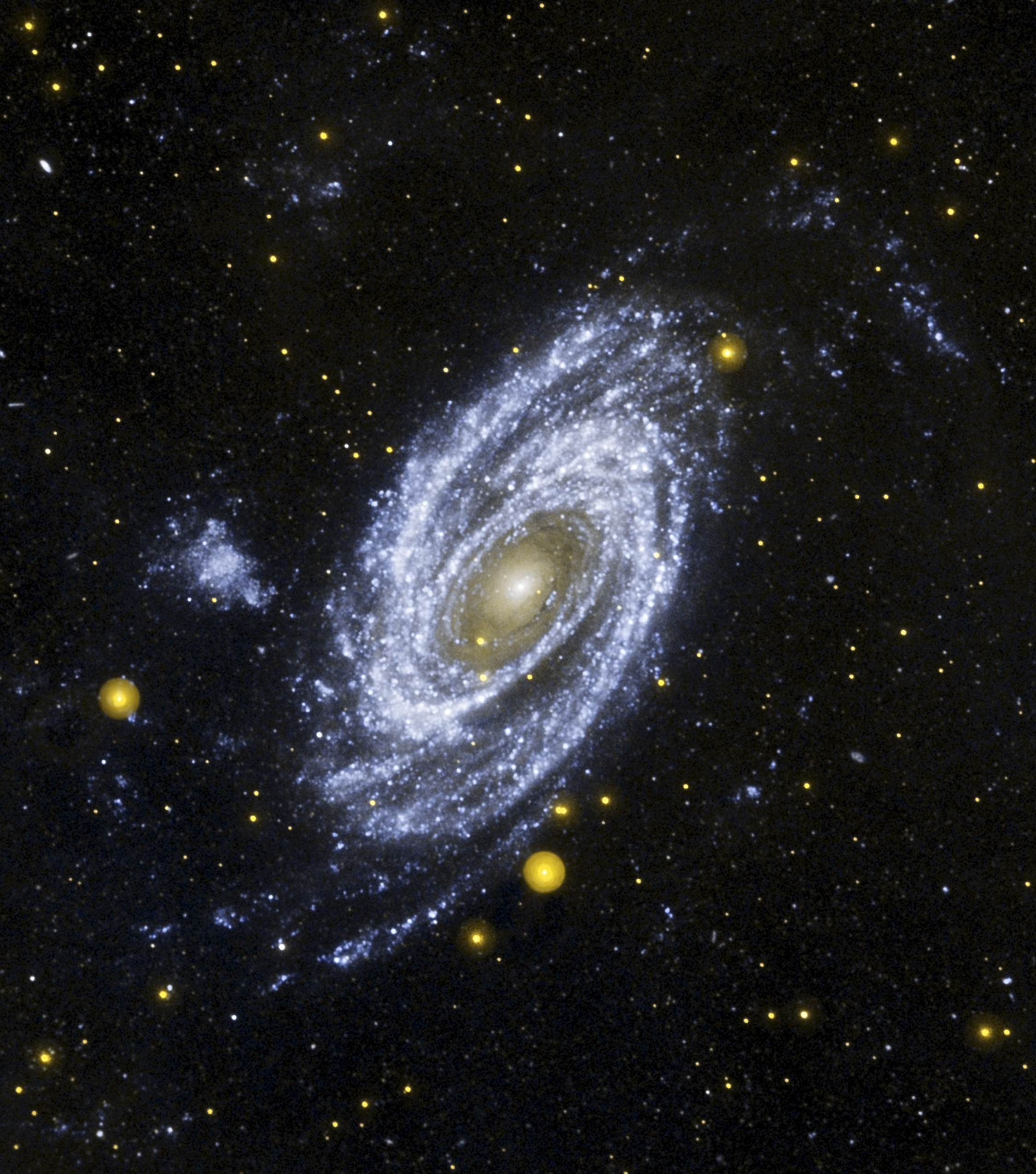
یک تصویر گلکس از کهکشان مارپیچی مسیه ۸۱ در نور فرابنفش.

اخترشناسی فرابنفش (انگلیسی: Ultraviolet astronomy) رصد تابش الکترومغناطیسی در طول موج فرابنفش بین بازه تقریبی ۱۰ تا ۳۲۰ نانومتر است. طول موج‌های کوتاه‌تر (فوتون‌های دارای انرژی بیشتر) توسط اخترشناسی پرتو ایکس و اخترشناسی پرتو گاما مطالعه و بررسی می‌شوند. نور در این طول موج‌ها توسط جو زمین جذب می‌شود، بنابراین رصد این طول موج‌ها باید بالاتر از جو زمین یا از فضا صورت گیرد.
سنجش خطی طیف فرابنفش به منظور تعیین ترکیب شیمیایی، تراکم و دمای محیط میان‌ستاره‌ای و دما و ترکیب ستاره‌های جوان انجام می‌شود. اخترشناسی فرابنفش اطلاعات مورد نیاز دربارهٔ شکل‌گیری و تکامل کهکشان‌ها را نیز فراهم می‌آورد.